# Аверьянова, Александра Викторовна
Алекса́ндра Ви́кторовна Аверья́нова (род. 28 января 1974, Сосновый Бор, Ленинградская область) — российский режиссёр-аниматор и художник-мультипликатор. Известна как художник-постановщик полнометражного мультфильма «Карлик Нос».

## Биография[1]
Родилась 28 января 1974 года в Сосновом Боре.
В 1996 году защитила диплом на кафедре живописи художественно-графического факультета РГПУ им. А. И. Герцена.
В 1998—2003 годах работала на студии «Мельница» художником по фонам.
Художник-постановщик полнометражного анимационного фильма «Карлик Нос» (2003).
В 2003 году закончила анимационные курсы на студии анимации «Петербург», где продолжила работу как художник-аниматор, а затем как режиссёр сериалов «Смешарики» 2D (серии «Эликсир молодости», «Утерянные извинения», «Бутерброд», «Кто дергает за ниточки», «Австралия» и др.); «Смешарики» 3D («Сложные механизмы почты», «Спартакиада», «Абсолютный слух», «Нюша и медведь», «Дуэль», «Большие планы», «Настоящий медведь» и др.); «Пин-код» (серии «Хранительница», «Нечто», «Метатыква»).

## Фильмография

### Режиссёрские работы
- 2003—2012 — Смешарики

| Список серий классического сериала «Смешарики», срежиссированые Александрой Аверьяновой: | Список серий классического сериала «Смешарики», срежиссированые Александрой Аверьяновой: | Список серий классического сериала «Смешарики», срежиссированые Александрой Аверьяновой: | Список серий классического сериала «Смешарики», срежиссированые Александрой Аверьяновой: |
| № серии                                                                                  | Название                                                                                 | Сценарист                                                                                | Год производства                                                                         |
| ---------------------------------------------------------------------------------------- | ---------------------------------------------------------------------------------------- | ---------------------------------------------------------------------------------------- | ---------------------------------------------------------------------------------------- |
| 109                                                                                      | Утерянные извинения                                                                      | Алексей Лебедев                                                                          | 2008                                                                                     |
| 126                                                                                      | Эликсир молодости                                                                        | Алексей Лебедев                                                                          | 2009                                                                                     |
| 142                                                                                      | Бутерброд                                                                                | Алексей Лебедев                                                                          | 2009                                                                                     |
| 164-165                                                                                  | Хоккей                                                                                   | Алексей Лебедев                                                                          | 2009                                                                                     |
| 166                                                                                      | Тренер                                                                                   | Алексей Лебедев                                                                          | 2009                                                                                     |
| 169                                                                                      | О, благодарная!                                                                          | Алексей Лебедев                                                                          | 2010                                                                                     |
| 176                                                                                      | Кто дёргает за ниточки?                                                                  | Алексей Лебедев                                                                          | 2010                                                                                     |
| 181                                                                                      | Монологи                                                                                 | Алексей Лебедев                                                                          | 2010                                                                                     |
| 185                                                                                      | Парное макраме                                                                           | Алексей Лебедев                                                                          | 2010                                                                                     |
| 190                                                                                      | Инкогнито                                                                                | Светлана Мардаголимова                                                                   | 2011                                                                                     |
| 204                                                                                      | Австралия                                                                                | Алексей Лебедев                                                                          | 2011                                                                                     |
| 210                                                                                      | Молочное пари                                                                            | Дмитрий Яковенко                                                                         | 2012                                                                                     |
| 219                                                                                      | Природное свойство                                                                       | Дмитрий Яковенко                                                                         | 2019                                                                                     |

- 2008—2009 — Смешарики. Азбука здоровья
- 2009 — Смешарики. Азбука дружелюбия
- 2010—2019 — Фиксики
- 2011—2017 — Смешарики. ПИН-код
- 2012—2013 — Смешарики. Новые приключения
- 2013 — Оттенки серого
- 2015 — В стороне
- 2016 — Смешарики. Спорт
- 2016 — Тима и Тома
- 2017 — Дракоша Тоша
- 2018—наст. время — Монсики
- 2020 — Приключения Пети и Волка
- 2021 — Оранжевая корова
- 2023 — Зебра в клеточку. Яркие дни

### Сценарист
- 2013 — Оттенки серого
- 2015 — В стороне

### Художник
- 1999—2000 — Приключения в Изумрудном городе
- 2003 — Карлик Нос — художник-постановщик
- 2013 — Оттенки серого — художник-постановщик
- 2015 — В стороне — художник-постановщик

### Художник-аниматор
- 2003—2012 — Смешарики
- 2013 — Оттенки серого
- 2015 — В стороне

### Роли в кино
- 2018 — Психология любви — Вероника

## Награды[2]
- 29 мая 2018 — Семь российских фильмов отобраны на фестиваль в Хиросиме.
- 16 декабря 2016 — Фестиваль «Золотая рыбка» раздал призы в Твери.
- 2 сентября 2016 — Названы победители московского фестиваля «Будем жить!»
- 3 марта 2016 — Национальная анимационная премия «Икар»-2016 публикует лонг-лист.
- 22 ноября 2015 — названы победители XIII Фестиваля анимационных искусств «Мультивидение».
- 15 декабря 2014 — XIX-й фестиваль «Золотая рыбка» раздал призы.
- 11 ноября 2014 — Первую премию за анимацию на фестивале «Лучезарный ангел» получил фильм Александры Аверьяновой «Оттенки серого».